# HD 145647
HD 145647 (q Herculis) é uma estrela na direção da Hercules. Possui uma ascensão reta de 16h 11m 28.74s e uma declinação de +16° 39′ 56.4″. Sua magnitude aparente é igual a 6.09. Considerando sua distância de 440 anos-luz em relação à Terra, sua magnitude absoluta é igual a 0.44. Pertence à classe espectral A0V.